# Ozarba nyanza
Ozarba nyanza là một loài bướm đêm trong họ Noctuidae.